# Lijst van afleveringen van Law & Order: Special Victims Unit (seizoen 12)
Dit artikel vat het twaalfde seizoen van Law & Order: Special Victims Unit samen.

## Hoofdrollen
- Christopher Meloni - rechercheur Elliot Stabler
- Mariska Hargitay - rechercheur Olivia Benson
- Richard Belzer - rechercheur John Munch
- Ice-T - rechercheur Fin Tutuol
- Dann Florek - hoofd recherche Donald Cragen
- Tamara Tunie - dr. Melinda Warner
- BD Wong - dr. George Huang

## Terugkerende rollen
- Joel de la Fuente - forensisch onderzoeker Ruben Morales
- James Chen - forensisch onderzoeker Adrian Sung
- Neal Bledsoe - forensisch onderzoeker Clifton Montgomery
- Melissa Sagemiller - assistente officier van justitie Gillian Hardwicke
- Francie Swift - assistente officier van justitie Sherri West
- Christine Lahti - officier van justitie Sonya Paxton
- Isabel Gillies - Kathy Stabler
- Caren Browning - Judith Siper
- Joanna Merlin - rechter Lena Petrovsky
- Lindsay Crouse - rechter D. Andrews

## Afleveringen
| Aflevering | Titel       | Schrijver                       | Regie                         | Uitzenddatum VS   | Selectie gastrollen |
| --- | ----------- | ------------------------------- | ----------------------------- | ----------------- | --- |
| 1. | Locum       | Dawn DeNoon                     | Arthur W. Forney              | 22 september 2010 | Linda Powell - Lauren White Henry Ian Cusick - Erik Weber Bailee Madison - Mackenzie Burton Peter Strauss - Kevin Burton Joan Cusack - Pamela Burton Amanda Dillard - Ella Burton                                          |
| Wanneer een tienjarig geadopteerd meisje wordt vermist gaan Benson en Stabler op onderzoek uit. Zij ontdekken al snel dat zij weggelopen is om een man, Erik Weber, te ontmoeten die zij heeft leren kennen op het internet. De rechercheurs geloven dat Weber haar seksueel wil misbruiken maar hij ontkent dit in alle toonaarden, hij toont wel interesse in Benson. Als het onderzoek voortzet komen de rechercheurs erachter dat de adoptieouders een biologisch kind hadden wat in het verleden ontvoerd werd, dit zorgt ervoor dat het onderzoek totaal verandert. |             |                                 |                               |                   | |
| 2. | Bullseye    | Daniel Truly                    | Peter Leto                    | 22 september 2010 | Henry Ian Cusick - Erik Weber Emily Dorsch - Grace Weber Stephen Gregory - dr. Kyle Beresford Ruby Jerins - Rose Samonsky Stephen Tobolowsky - Edwin Adelson                                                               |
| Wanneer een tienjarig meisje verkracht bij een ziekenhuis wordt binnengebracht worden Benson en Stabler erbij geroepen. Als zij aankomen bij het meisje vinden zij haar flink getraumatiseerd, ze kan zelfs haar naam niet meer zeggen. Dankzij de hulp van Munch en Fin kunnen zij toch de identiteit achterhalen van het slachtoffer, al snel realiseren zij dat de ouders van het meisje verre van normaal zijn. Zonder motief en verdachten komen zij een bekende tegen, het betreft Erik Weber die zij nog kennen van de vorige zaak. Hij leidt hen naar twee verdachten, een man die lijdt aan het syndroom van Noonan waarvan de moeder hem al jaren van een seksuele delinquenten lijst af probeert te krijgen en de tweede is een veroordeelde pedofiel die zelfmoord pleegt. Na een gesprek met de zus van Weber over de vele verdachte gebeurtenissen kan Benson de werkelijke dader vinden. |             |                                 |                               |                   | |
| 3. | Behave      | Jonathan Greene                 | Helen Shaver                  | 29 september 2010 | Peter Hermann - Trevor Langan Skeet Ulrich - rechercheur Rex Winters Jennifer Love Hewitt - Vicki Sayers Neal Bledsoe - Clifton Montgomery Didi Conn - verpleegster                                                        |
| Een verkrachte vrouw wordt het ziekenhuis binnen gebracht en Benson wil haar helpen. Zij vertelt aan Benson dat de dader een man is die haar al voor vijftien jaar lastigvalt, maar zij leeft zo in angst dat zij een medisch onderzoek weigert. Benson is vastbesloten om haar te helpen en gaat op zoek hoe zij dit kan doen. Tot haar ontsteltenis komt zij erachter dat in het hele land politiebureaus zijn die niets met de medische onderzoeken van verkrachtingen doen. Het onderzoek leidt haar verder naar Detroit, Chicago en Los Angeles waar zij bewijzen vindt die het slachtoffer gerechtigheid kan geven. |             |                                 |                               |                   | |
| 4. | Merchandise | Judy McCreary                   | Peter Leto                    | 6 oktober 2010    | Paul Schulze - Patrick Holbart Devon Gearhart - Micah Holbart Fred Melamed - Dan Goldberg Jonathan Freeman - Bobby Gloria Reuben - Christine Danielson                                                                     |
| Wanneer een vijftienjarig meisje wordt opgejaagd op een markt komt zij onder een auto terecht en overlijdt hieraan. Benson en Stabler zijn verrast als zij horen van Dr. Warner dat het slachtoffer vermoord is. Zij heeft sporen gevonden die het sterven hebben versneld en dat zij kort geleden een baby heeft gebaard. De rechercheurs spreken met de vader van het slachtoffer en horen dat zij en haar broer ontvoerd werden door een organisatie die kinderen kinderarbeid laat verrichten op boerderijen. Fin en Dr. Huang arresteren een van de medewerkers van de organisatie en vinden de jongen terug. Tijdens de ondervraging van de jongen komen de rechercheurs erachter dat hij zijn zus wilde redden uit de handen van de organisatie. Het slachtoffer werd mishandeld omdat zij wilde ontsnappen en tijdens de ontsnapping is zij door zijn schuld gewond geraakt, wat haar dood veroorzaakte. Nu willen Benson en Stabler proberen de jongen niet te laten vervolgen voor de dood van het meisje. |             |                                 |                               |                   | |
| 5. | Wet         | Speed Weed                      | Jonathan Kaplan               | 13 oktober 2010   | Michael Boatman - Dave Seaver Jason Jurman - Mitch Shankman Rosemary Harris - Francine Brooks Paula Patton - Mikka Von David Krumholtz - dr. Vincent Prochik Amanda Fuller - Emma Brooks                                   |
| Het vermoorde lichaam van een vrouw wordt gevonden en Benson en Stabler gaan op onderzoek uit. Wanneer het perfecte imago van de vrouw niet overeenkomt met haar seksuele activiteiten van die avond, vraagt de officier van justitie aan de rechercheurs om dieper in haar verleden te graven. Zij ontdekken dat het slachtoffer werkte voor een drankbedrijf dat veel kritiek heeft gekregen voor het proberen om waterrechten te verkrijgen in Bolivia. Door medisch onderzoek is gebleken dat zij gestorven is door giftige paddo's waardoor ze zich overdreven seksueel ging gedragen alvorens ze in een vijver viel en verdronk. Zij verdenken Vincent Prochik, een activist en een professor, van de moord. Giftige paddenstoelen zijn zijn specialiteit en hij heeft ze overal in zijn lab. Dan blijkt dat de vrouw dikke vrienden was met een rijke dame die met het bedrijf samenwerkte, zulke dikke vrienden dat haar kleindochter die nooit iets goed kon doen bij haar oma en enig familielid, zich bedreigd voelt. Deze kleindochter had een relatie met Prochik, en zij was het die de paddenstoelen had gepikt en in de salade van het slachtoffer had gedaan. Als de waarheid boven water komt probeert ze met de paddenstoelen zelfmoord te plegen maar in het ziekenhuis wordt haar maag leeggepompt. De oma komt op bezoek, neemt de halsketting die ze haar had gegeven af, en zegt dat ze niet meer haar kleindochter is en bij deze is onterfd. De kleindochter is in tranen maar er is gelukkig nog altijd iemand die om haar geeft: dr. Vincent Prochik. |             |                                 |                               |                   | |
| 6. | Branded     | Chris Brancato                  | Peter Leto                    | 20 oktober 2010   | Odeya Rush - Hannah Milner Anne James - dr. Jane Larom Bess Rous - Camille Walters Kevin Alejandro - Victor Ramos Michael Gladis - Bill Dixon                                                                              |
| Wanneer een man aangevallen wordt waarbij er een brandmerk wordt aangetroffen op zijn borst en voorwerpen zijn ingebracht in zijn rectum, gaan Benson en Stabler op onderzoek uit. Tijdens het onderzoek komen zij in contact met nog een slachtoffer met dezelfde verwondingen. Een connectie tussen deze twee blijkt dat zij voor dezelfde werkgever werken. Als zij een vrouwelijke verdachte arresteren blijkt dat zij gehandeld heeft uit wraak, de slachtoffers hebben haar gezamenlijk verkracht op een kamp toen zij nog een tiener was. Uiteindelijk komt ze er met een lichte straf vanaf terwijl de drie mannen, vooral de hoofddader, strafrechtelijk worden vervolgd. |             |                                 |                               |                   | |
| 7. | Trophy      | Ken Storer                      | Donna Deitch                  | 3 november 2010   | Joseph Sikora - Jason Gambel Maria Bello - Vivian Arliss Charlie Tahan - Calvin Arliss Alex Kingston - Miranda Pond Kat Foster - Sarah Hoyt                                                                                |
| Wanneer een jonge vrouw verkracht en vermoord wordt gevonden gaan Benson en Stabler op onderzoek uit. Tijdens hun onderzoek worden zij beschoten vanuit het huis van de schutter, uiteindelijk lukt het hen om binnen te komen en in het huis vinden zij een martelkamer in de kelder. Hiervoor arresteren zij de huiseigenaar, maar tijdens hun verdere onderzoek blijkt dat hij erin geluisd is door een serieverkrachter. Als het onderzoek voortduurt bouwt Benson een band op met de dochter en zoon van het slachtoffer, hierdoor begint ze zich af te vragen of zij contact moet gaan zoeken met haar biologische vader. |             |                                 |                               |                   | |
| 8. | Penetration | Christine M. Torres Dawn DeNoon | Peter Leto                    | 10 november 2010  | Marcia Gay Harden - FBI agente Dana Lewis Dion Graham - FBI agent Dowley Joe Grifasi - Hashi Horowitz Charlie Tahan - Calvin Arliss Jeremy Davidson - Seth Coleman J.C. MacKenzie - Brian Ackerman                         |
| FBI agente Dana Lewis wordt verkracht door een vreemde en zij vraagt Benson en Stabler om hulp. Voordat zij haar verder kunnen helpen gaat Lewis terug naar haar undercover opdracht en weigert verder over de zaak te praten, dit omdat zij bang is dat zij anders van haar zaak gehaald wordt. Als de rechercheurs blijven aandringen geeft zij hun valse informatie. Met de rechercheurs op haar nek arresteert zij zelf haar aanvaller en levert hem af bij de rechercheurs. In de rechtszaal wordt duidelijk dat de aanvaller ingehuurd was door iemand die wraak wilde nemen op Lewis: het was de leider van de neonazigroepering die eerder door haar in samenwerking met het SVU-team was opgerold. |             |                                 |                               |                   | |
| 9. | Gray        | George Huang                    | Helen Shaver                  | 17 november 2010  | CCH Pounder - Carolyn Maddox Gwynneth Bensen - Carla Vincent Charlie Barnett - Chuck Mills Aria Alpert - Sara Tilden |
| Stabler gaat een toespraak houden over seksueel geweld op de universiteit waar zijn dochter Kathleen studeert. Tijdens de bijeenkomst komt een studente naar voren die beweert verkracht te zijn door een andere student. Stabler en Benson worden op deze zaak gezet en gaan op onderzoek uit. Wat hen niet helpt zijn de tegenstrijdige verklaringen en het weinige bewijs van de verkrachting. Kathleen vindt bewijzen van de verkrachting maar Stabler is bang dat zij van school geschorst wordt als zij dit gebruiken in de rechtbank. Hij kan de officier van justitie overtuigen om dit bewijs niet te gebruiken. Zij vinden alsnog via een andere weg bewijs, zodat zij de verdachte voor de rechter kunnen brengen.. |             |                                 |                               |                   | |
| 10. | Rescue      | Daniel Truly                    | Constantine Makris Peter Leto | 1 december 2010   | Joseph Sikora - Jason Gambel Austin Lysy - Russell Hunter Maria Bello - Vivian Arliss Charlie Tahan - Calvin Arliss Kat Foster - Sarah Hoyt                                                                                |
| Nu Calvin Arliss onder de hoede van Benson bij haar woont beweert Benson dat zij op zoek is naar zijn drugsverslaafde moeder Vivian Arliss. Stabler begint zich af te vragen of dit haar werkelijke reden is gezien de band tussen Benson en Calvin. Na de arrestatie van twee ambulancebroeders, die een onder invloed verkerende patiënt hebben vermoord, ontdekken de rechercheurs dat Vivian ook op hetzelfde feest was als de patiënt. Cragen draagt de zaak over aan Fin en Munch en eist dat Benson van de zaak afblijft, tegen de orders van Cragen bemoeit Benson zich toch met de zaak. Nu gaat de zaak ineens hard en een vriendin en ex-vriend van Vivian worden bij de zaak betrokken met fatale gevolgen voor Benson. |             |                                 |                               |                   | |
| 11. | Pop         | Jonathan Greene                 | Norberto Barba                | 5 januari 2011    | Robert John Burke - hoofd interne zaken Ed Tucker Austin Lysy - Russell Hunter Drea de Matteo - Sandra Roberts Adam Senn - Hank Roberts Al Calderon - Nicky Roberts                                                        |
| Wanneer het lichaam wordt gevonden van een jonge jongen in het park gaan Benson en Stabler op onderzoek uit. Het lichaam is daar gedropt en de moeder komt door Stabler erachter dat haar zoon doodgeslagen is door een pestkop van zijn school. De rechercheurs ontdekken dat het slachtoffer niet op zijn school is doodgeslagen maar in een park waar tienergevechten worden georganiseerd door een illegale gokbende. Stabler en Fin verdenken een van de leiders hiervan dat hij zijn vrouw en zoon mishandelt. Deze man wordt vermoord door een familielid en nu moet Hardwicke beslissen wie zij vervolgt voor deze moord. |             |                                 |                               |                   | |
| 12. | Possessed   | Brian Fagan                     | Constantine Makris            | 5 januari 2011    | Stephen Gregory - dr. Kyle Beresford Taryn Manning - Larissa Welsh Peyton List - jonge Larissa Welsh Devin Ratray - Eldon Balogh David Patrick Kelly - Orville Underwood                                                   |
| Een vrouw wordt aangevallen in haar appartement en het bewijs leidt Benson en Stabler naar haar begraven verleden. Tijdens hun onderzoeken stuiten zij op een oudere auteur die kinderen seksueel misbruikte. Met de verjaring op het misbruik komt er druk te staan op Hardwicke om de man strafrechtelijk te vervolgen die zijn eigen verdediging voert in de rechtszaak. De rechercheurs zoeken de oude jeugdvriend van het slachtoffer op en ontdekken dat hij nooit de wereld van kinderpornografie heeft verlaten. |             |                                 |                               |                   | |
| 13. | Mask        | Speed Weed                      | Donna Deitch                  | 12 januari 2011   | Jeremy Irons - dr. Cap Jackson Mariette Hartley - Lorna Scarry Chris Meyer - Clay Gibson Lindsey Kraft - Courtney A.J. Cook - Debbie Shields                                                                               |
| Wanneer een man met een masker een vrouw verkracht en haar partner mishandeld gaan Benson en Stabler op onderzoek uit. Tijdens hun onderzoek ontdekken zij dat de vader van de partner, Cap Jackson, een niet zo schoon verleden heeft wat betreft seks- en alcoholverslaving. Hij werkt nu als een sekstherapeut die de namen weigert te geven van zijn patiënten aan de rechercheurs. Stabler besluit undercover te gaan als een patiënt om zo te infiltreren in de therapiegroep, hij is nu in staat om de dader te ontmaskeren voordat hij een nieuw slachtoffer kan verkrachten. |             |                                 |                               |                   | |
| 14. | Dirty       | Judy McCreary                   | Helen Shaver                  | 19 januari 2011   | Gloria Reuben - Christine Danielson Joe Urla - Ian Wofford Mason Pettit - rechercheur Michael Walden Kenny Johnson - rechercheur Sean Riggs Shohreh Aghdashloo - rechercheur Sunny Qadri Neal Bledsoe - Clifton Montgomery |
| Een rechercheur uit Brooklyn onderzoekt een college van het O.M. waarvan zij denkt dat die in gevaar is. Als zij haar vindt dan ziet zij haar net van het dak van een parkeergarage vallen. Wanneer Benson arriveert om de zaak te onderzoeken, ziet zij dat er op de plaats delict met het bewijs is geknoeid en neemt contact op met een oude vriendin voor hulp. Zij onderzoeken een lid van de beruchte Latin Kings en zijn aankomende rechtszaak, en zo ontdekken zij bewijs dat zijn vriendin een medeplichtige kan zijn. Benson gebruikt dit om zo uit te vinden wie de moordenaar is en realiseert dan dat de dader altijd in haar zicht was. |             |                                 |                               |                   | |
| 15. | Flight      | Dawn DeNoon Christine M. Torres | Alex Chapple                  | 2 februari 2011   | Robert Klein - Dwight Stannich Kelli Barrett - Dahlia Jessup Christian Campbell - dr. Ari Nathan Colm Feore - Jordan Hayes                                                                                                 |
| Wanneer een tienermeisje de symptomen vertoont van posttraumatische stressstoornis door seksueel misbruik worden Benson en Stabler erbij geroepen. Alle bewijzen leidt hen naar een welgestelde en invloedrijke aannemer die voor de United States Department of Defense werkt. De aannemer beweert tegen de rechercheurs dat het slachtoffer hem heeft verkracht, de rechercheurs hebben moeite om hem te geloven en vinden een vrouw die zegt dat zij regelmatig jonge meisjes voor hem regelt. De rechercheurs denken dat zij nog te weinig bewijzen hebben tegen de verdachte, en daarom maakt Munch de weblog van het slachtoffer openbaar en hierop komen meer slachtoffers naar voren. |             |                                 |                               |                   | |
| 16. | Spectacle   | Chris Brancato                  | Peter Leto                    | 9 februari 2011   | Spencer Treat Clark - Greg Engels Denise Lute - Miriam Penner Pamela Stewart - mrs. Harmon Shane Kearns - Carl Cooper |
| Wanneer er een video-opname van seksueel geweld tegen een vrouw rondgaat op het intranet van een school gaan Stabler en Fin op onderzoek uit. Zij zoeken het slachtoffer en de aanvaller, als zij in de zaak duiken wordt het duidelijk dat de aanvaller een spektakel heeft gecreëerd om aandacht te krijgen voor zijn eigen probleen. Het betreft een ontvoering van vijf jaar geleden van zijn jongere broer. Zijn broer werd ontvoerd op klaarlichte dag terwijl er mensen toekeken. |             |                                 |                               |                   | |
| 17. | Persuit     | Judy McCreary                   | Jonathan Kaplan               | 16 februari 2011  | Joe Grifasi - Hashi Horowitz Debra Messing - Alicia Harding Christian Hoff - Adam Grafton Ashlie Atkinson - Rachel Gray |
| presentatrice Alicia Harding van een televisieserie krijgt via de post haatmails en doet hiervan aangifte. Paxton informeert Benson en Stabler dat zij en Harding hebben samengewerkt met een zaak, jaren geleden zochten zij samen naar de verkrachter van de zus van Harding voordat de zaak verjaarde. Wanneer de stalker gewelddadig wordt zijn de rechercheurs genoodzaakt om Harding politiebescherming te bieden. Harding is ervan overtuigd dat de stalker dezelfde persoon is als de aanvaller op haar zus dat zij in haar show bewijzen toont om hem uit de tent te lokken. Benson en Fin begeleiden Harding naar een park waar meerdere dode lichamen liggen. Zij nemen de telefoon van Harding in beslag, dit uit angst dat zij meer bewijzen openbaar maakt en haar leven op het spel zet. De rechercheurs zijn in staat om de dader te arresteren na meerdere moorden. |             |                                 |                               |                   | |
| 18. | Bully       | Ken Storer                      | Helen Shaver                  | 23 februari 2011  | Kate Burton - Annette Cole David Costabile - Bruce Clarkson Emily Meade - Corinne Stafford Shane McRae - Justin Jennings Michael Siberry - David Watson                                                                    |
| Wanneer een medewerkster van een galerie een gruwelijk kunstwerk ontdekt leidt dit naar een vermoorde vrouw in haar appartement boven de galerie. Benson en Stabler bekijken naar het persoonlijk leven van het slachtoffer en ontdekken dan dat zij en haar vriendin Annette in de wijnindustrie werken. Later ontdekken zij dat Annette een harde baas was die regelmatig haar werknemers sloeg en uitschold. Het slachtoffer had dit stiekem op webcam vastgelegd en al voor haar dood naar de media gelekt, waardoor Annette´s reputatie aan duigen ligt en een lucratieve overname niet doorgaat. Annette pleegt zelfmoord midden in een persconferentie die zij belegde. De rechercheurs moeten nu proberen om de puzzelstukjes op hun plaats te leggen, want er is nog steeds de onopgeloste moord. Uiteindelijk blijkt een samenzwering tegen het slachtoffer te bestaan van alle overige medewerkers die eveneens aandelen hadden: de overname zou iedereen rijk moeten maken en het was niet de bedoeling dat het slachtoffer dit te elfder ure door over de pesterijen van Annette te lekken zou doorkruisen. Ze moest worden omgepraat dat ze nog even moest doorbijten tot de overname, en anders zou haar het zwijgen worden opgelegd. Middels een bijzonder bewijsstuk wordt ook de uiteindelijke dader ontmaskerd. |             |                                 |                               |                   | |
| 19. | Bombshell   | Daniel Truly                    | Patrick Creadon               | 23 maart 2011     | Michael Boatman - Dave Seaver Amir Arison - dr. Manning Jason Jurman - Mitch Shankman Rose McGowan - Cassandra Davina Ryan Hurst - Doug Loveless Tom Irwin - Jerry Bullard                                                 |
| Wanneer een man, Jerry Bullard, in zijn dij wordt gevonden in een parkeergarage gaan Benson en Stabler op onderzoek uit. Zij ontdekken dat het slachtoffer en zijn vrouw een open relatie hadden met wisselende contacten. Wanneer de rechercheurs een parenclub bezoeken waar het slachtoffer een vaste klant was ontmoeten zij de populaire Cassandra en Doug, een ongenode gast die blijkbaar de jaloerse vriend is van Cassandra. Als Jerry in het ziekenhuis bijkomt bekent hij alles: hij en zijn vrouw gingen geregeld naar de parenclub (oorspronkelijk op initiatief van zijn vrouw) maar hij was er verliefd geworden op Cassandra en had haar al hun spaargeld gegeven. Zijn eigen vrouw had hem neergestoken in een vlaag van jaloezie. Dan blijkt dat Cassandra en Doug opzettelijk Bullard hadden opgelicht: met jaloers agressief gedrag moest Doug het doen lijken alsof Cassandra bedreigd zou worden zodat ze Jerry makkelijker verliefd kon laten worden en zijn geld kon laten afstaan. Maar verder onderzoek wijst uit dat zij een andere relatie hebben dan gedacht; ze zijn een tweeling en hebben een (tw)incestrelatie, en hebben bovendien een geschiedenis van het oplichten van rijke mannen op precies dezelfde manier. Het koppel wordt vervolgd maar Jerry betaalt een advocaat voor Cassandra en steunt haar ook nadat de politie hem heeft verteld dat ze een incestrelatie met haar tweelingbroer heeft. Dan belt Jerry Cassandra dat hij een verrassing voor haar heeft en de gealarmeerde politie gaat er ook op af: hij heeft haar broer Doug gedood zodat niets meer een relatie tussen hem en Cassandra in de weg staat. Pas als Cassandra zich huilend op het lijk van haar broer werpt, vallen Jerry eindelijk de schellen van de ogen. |             |                                 |                               |                   | |
| 20. | Totem       | Jonathan Greene                 | Jonathan Kaplan               | 30 maart 2011     | Jeremy Irons - dr. Captain Jackson Lisa Banes - Elaine Frye Cavanaugh Agatha Nowicki - Katie Cavanaugh Elizabeth Mitchell - June Frye                                                                                      |
| Als een jong meisje vermoord wordt gevonden met een pop als een totem gaan Benson en Stabler op onderzoek uit. Dr. Huang is niet beschikbaar en daarom vragen zij psychiater Dr. Jackson voor hulp. Het is duidelijk dat het meisje gepenetreerd is, maar daar dit met een voorwerp was geschied vermoedt men dat de dader een vrouw was. Jackson voegt zich bij de rechercheurs om de laatste stappen van het slachtoffer te achterhalen en ontmoeten zo haar pianolerares. Tijdens de ondervraging van de pianolerares komen zij achter de betekenis van de totem. Zij komen er ook achter dat de pianolerares heeft gelogen tegen de rechercheurs om haar zus te beschermen en dat zij beide flink hebben geleden onder het schrikbewind en misbruik van hun moeder. De zus blijkt het meisje te hebben misbruikt omdat haar moeder dat immers bij haar deed, om te voorkomen dat ze het zou vertellen heeft ze het meisje gedood. De pianolerares wordt onmiddellijk vrijgelaten, de moeder vervolgd, en de zus opgenomen in een inrichting. |             |                                 |                               |                   | |
| 21. | Reparations | Christine M. Torres             | Constantine Makris            | 6 april 2011      | Terrence Howard - officier van justitie Los Angeles Jonah Dekker Vondie Curtis-Hall - Dwight Talcott Irma P. Hall - Lorna Talcott Robert Hogan - Grant Harrison                                                            |
| Stabler en Fin vermoeden dat een vrouw verkracht is en gaan op onderzoek uit. Haar partner denkt dat de dader een van haar studenten is van haar school waar zij les geeft. Maar het slachtoffer wijst haar beschuldigende vinger naar iemand anders die toevallig een neef is van de officier van justitie Jonah Dekker in Los Angeles. Casey Novak komt terug om de team in New York te versterken en kan meteen vol aan de bak als zij haar degens moet kruisen met Dekker. De rechercheurs ontdekken in de familie van het slachtoffer en vermoedelijke dader een geschiedenis van racisme. Novak kan beide families overtuigen om de waarheid te vertellen en de rechercheurs leren dan dat de verdachte inderdaad haar wilde verkrachten. Dit om wraak te nemen voor zijn moeder die in het verleden verkracht werd door de opa van het slachtoffer. |             |                                 |                               |                   | |
| 22. | Bang        | Speed Weed                      | Peter Leto                    | 4 mei 2011        | Anne James - dr. Jane Larom John Stamos - Ken Turner Noelle Beck - dr. Audrey Shelton Marta Milans - Imelda Barros Jordan Dean - Wade Fisk Lori Singer - Dede Aston                                                        |
| Wanneer een man een baby achterlaat in een speeltuin gaan Benson en Stabler op onderzoek uit. Zij zoeken naar de verzorger van de baby en ontmoeten een kindermeisje en haar vriend. Zij ontdekken dat de vriend ook een relatie had met de biologische moeder van de baby. Als de rechercheurs beseffen dat er meer baby's zijn van hem beseffen zij dat hij er een rare hobby op na houdt, door elke keer een defect condoom te gebruiken maakt hij moedwillig vrouwen zwanger. Met behulp van een expert willen zij hem hiervoor vervolgen maar raken gefrustreerd als zij merken dat de wet aan zijn kant staat. |             |                                 |                               |                   | |
| 23. | Delinquent  | Dawn DeNoon                     | Holly Dale                    | 11 mei 2011       | Robert John Burke - hoofd interne zaken Ed Tucker Ned Eisenberg - Roger Kressler Sean Patrick Folster - medisch onderzoeker Birch Larry Joshua - Zwicki Sterling Beaumon - Hunter Mazelon Rita Wilson - Bree Mazelon       |
| Een vrouw en haar vriend vinden een naakte tienerjongen in hun bed en schakelen de politie in. Benson en Stabler gaan op onderzoek en praten met de moeder van de jongen die hem snel verdedigd, net voordat hij voor het gerecht moet verschijnen beschuldigd hij ineens Stabler van ongewenste intimiteiten. De rechercheurs ontdekken dat hij zeer manipulerend is en een geschiedenis heeft van stalking en alcoholisme, tevens verdenken zij hem van een reeks verkrachtingen. Stabler zet zijn carrière op het spel als hij de tiener op heterdaad wil betrappen. Als de tiener aan hun aandacht ontsnapt, leren zij iemand kennen die een rol heeft gespeeld in zijn psychopathisch gedrag. |             |                                 |                               |                   | |
| 24. | Smoked      | Jonathan Greene Daniel Truly    | Helen Shaver                  | 18 mei 2011       | Joe Grifasi - Hashi Horowitz Charlayne Woodard - zuster Peg Michael Raymond-James - Eddie Skinner Andrew Howard - Luke Ronson Hayley McFarland - Jenna Fox                                                                 |
| Na een dagje winkelen wordt een moeder voor de ogen van haar dochter doodgeschoten. Benson en Stabler worden bij deze zaak geroepen omdat het slachtoffer binnenkort moest getuigen in haar verkrachtingszaak. Zij verdenken eerst de verdachte van de verkrachting voor de moord maar ontdekken al snel dat hij misschien erin geluisd is door iemand die zuster Peg kent. Dit zorgt ervoor dat Stabler in een undercover operatie van ATF terechtkomt van een illegale sigarettensmokkel bende. Zij ontdekken dat een ATF agent corrupt is, dit leidt tot een arrestatie van drie verdachten. Op het moment dat de rechercheurs tevreden zijn over de afloop van de zaak voltrekt er een tragedie op het politiebureau wat het leven kost van de dochter van het slachtoffer. |             |                                 |                               |                   | |